# Рейн (BloodRayne)
Рейн (англ. Rayne), иногда аге́нт Бладрейн (Agent BloodRayne) — главная героиня серии игр BloodRayne. Позже появилась в комиксах, а затем и в серии фильмов.
Являясь дампиркой, Рейн охотится на вампиров и борется с оккультными силами Третьего рейха.

## В играх
В игре BloodRayne героиня борется с нацистской оккультной секретной службой и существами, которых немцы пробудили — мутантами, вампирами, демонами.
Основа игрового процесса — истребление врагов с помощью запястных лезвий и подобранного оружия. Также важную роль играют вампирские способности девушки:
- «Питьё крови» — единственный способ восстанавливать уровень здоровья;
- «Кровавая ярость» (Blood Rage) — состояние, доступное при накоплении злости Рейн от убийств врагов, в нём удары становятся в несколько раз сильнее, увеличивается вероятность расчленения врага, сокращается наносимый противником урон;
- «Ночное зрение» (Aura Vision) — способность, позволяющая Рейн видеть ауры живых существ, наблюдать уровень их здоровья и узнавать их психологическое состояние;
- «Замедление времени» (Dilated Vision) — состояние, в котором окружающий мир замедляется, что позволяет Рейн уворачиваться от пуль и эффективнее использовать оружие ближнего боя;
- «Сфокусированное зрение» (Extruded Vision) — увеличивает изображение, создавая удобные условия для стрельбы по дальним целям.

Единственная показанная слабость героини — вода, которая мгновенно убивает вампиров, а дампиров жжёт подобно кислоте.
В игре BloodRayne 2 Рейн сражается со своими родственниками-вампирами по отцовской линии, стремясь отомстить за уничтожение своей семьи по матери.
В число оружия дампирки вошли «Карпатские драконы» — пистолеты, использующие в качестве боеприпасов кровь, либо поглощённую, либо стрелка. Они могут стрелять в нескольких режимах — как обычные пистолеты, пулемёты, дробовики, гранатомёты, огнемёты и ракетомёты.
Способности Рейн дополнились следующими:
- «Кровавое бешенство» — сила Рейн становится значительно больше, скорость тоже увеличивается;
- «Кровавый вихрь» — вокруг Рейн образуется и увеличивается кровавый вихрь; при попадании в его область действия врага закручивает, и после он распадается на атомы;
- «Фантомный кровосос» — от Рейн отделяется призрак, который нападает на ближайшего противника и высасывает из него кровь, пополняя жизненную шкалу героини, в то время как сама Рейн может пойти заняться другими делами;
- «Порабощение» — порабощает ближайшего противника, на которого направлен взгляд, он становится на сторону Рейн и сражается с бывшими напарниками;
- «Сверхскорость» — замедляет окружающие события, позволяя Рейн лучше реагировать и убивать противников, получая минимум урона;
- «Остановка времени» — полностью останавливает окружающие события, позволяя Рейн расправляться с противниками, совершенно не получая урона.

## В фильмах
- В фильме «Бладрейн» (актриса: Кристанна Локен) героиня пытается остановить своего отца, который хочет захватить весь мир.
- В «Бладрейн 2: Освобождение» (актриса: Натасия Мальте) борется с вампирами-ковбоями на Диком западе.
- В «Бладрейн 3: Третий рейх» (актриса: Натасия Мальте) нацистам удаётся получить кровь Рейн, Рейн должна помешать использовать её для создания армии вампиров.

## Другие появления
Рейн является первым персонажем компьютерных игр, который появился в журнале Playboy: в октябре 2004 года американское издание использовало изображение героини как иллюстрацию к статье «Игры взрослеют» (Gaming Grows Up). Также она «поучаствовала» в программе Video Mods канала MTV2, где был показан видеоклип, в котором Рейн исполняла песню «Everybody’s Fool» группы Evanescence.

Наличие Бладрейн в качестве одного из главных «исполнителей» в шоу Video Mods на MTV2 — это свидетельство её популярности и привлекательности. Мы в восторге, что Рейн снялась в музыкальном видео, и аплодируем тому, как MTV2 творчески объединяет развлекательные среды и собственности.
Оригинальный текст (англ.)Having BloodRayne as one of the premiere 'performers' in MTV2's 'Video Mods' show is a testament to her popularity and appeal. We are thrilled to see BloodRayne star in a music video and we applaud MTV2's creative blending of entertainment mediums and properties.— Кен Голд, вице-президент Majesco по маркетингу
В 2009 году она стала одной из нескольких героинь компьютерных игр, сыгранных актёрами как часть бурлеск-шоу Video Game Girls Burlesque в лос-анджелесском баре Bordello в рамках выставки E3.

## Концепция и дизайн

Ранний вариант образа Рейн

Персонаж Рейн был основан на Светлане Лупеску, дампирке из игры Nocturne 1999 года. Первоначальная концепция персонажа была сформулирована как: 

военизированный тёмный готический вид […] брюнетка с волосами в тугих пучках и очень острыми контурами тела.Оригинальный текст (англ.)militant, dark gothic look [...] a brunette with tight buns in her hair and a very severe body line— 
 Первоначальная идея множество раз перерабатывалась с целью сделать героиню максимально привлекательной и отличительной, чтобы запустить новую франшизу, которая бы имела долгоиграющий характер.

### Модель вBloodRayne
У неё короткие рыжие волосы. В волосах закреплены кольца с чёрными лентами. Зелёные глаза. На шее чёрный чокер и кулон ордена «Бримстоун». Одета в чёрно-красный обтягивающий костюм. Обута в туфли на шпильке. На предплечьях закреплены метровые клинки. Сама Рейн имеет привлекательное женское тело. Внешне ей примерно 25 лет.

### Модель вBloodRayne 2
Отличительные черты — это новый чёрно-красный костюм Рейн, наподобие платья с вырезом на ноге. Обута в туфли на платформе и каблуке. Несмотря на то, что вампиры не стареют, в сиквеле Рейн выглядит несколько старше, чем в оригинальной игре.

## Критика и отзывы
Журнал Electronic Gaming Monthly выделил Рейн в своей статье «Искусство игр» (англ. Art of Gaming), отметив её популярность и привлекательность, однако в последующих статьях журналисты осудили её появление в Playboy, заявив, что дальнейшие подобные демонстрации могут испортить общественное восприятие героини.
UGO.com описал её как «воплощение сексуальности в компьютерных играх» (epitome of a video game hottie), поместил её на 4-е место в своём списке «Топ-11 горячих героинь в компьютерных играх», похвалив её внешний вид и способности. Этот же сайт позднее поставил Рейн на 20-е место в «Топ-50 красоток в компьютерных играх» с аналогичным обоснованием. В списке «Топ-50 сексуальнейших вампирок» того же сайта она заняла 11-е место; авторы отметили, что Рейн представляет собой негативный аспект компьютерных игр в 2002 году — «полураздетая героиня в графически насильственном приключении от третьего лица» (scantily-clad heroine in a graphically violent third-person adventure), и что она, не будучи настоящей женщиной, появляется в Playboy, а значит, «[авторы] всё сделали правильно».
Сайт GameDaily дал Рейн 12-е место в списке «50 самых горячих малышек в играх», заявив, что «единственное, что сексуальнее вампирки, — это вампирка, которая убивает нацистов», и упомянул в её в качестве одной из своих любимых рыжих женщин от мира компьютерных игр.
Сайт TeamXbox поставил дампирку на 1-е место в своём рейтинге героинь компьютерных игр
В рейтинге «Топ-10 лисиц в компьютерных играх» от Spike TV Рейн заняла третье место.
В рейтинге сайта GameFront «Лучшие сиськи в истории игр» Рейн заняла 18-е место.
Рейн названа одной из 50 величайших женских персонажей в истории компьютерных игр по версии сайта Tom’s Games.
Издание PC Games Hardware в 2008 году перечислило Рейн среди 112 самых важных женских персонажей в играх.
Стивен Керш в своей книге Media and Youth: A Developmental Perspective приводит героиню в качестве примера повторяющего негативного изображения женских персонажей в компьютерных играх.
В книге Fundamentals of Game Design Эрнест Адамс критикует Рейн как «настолько экстремальную», что это затрудняет идентификацию с ней женщин-игроков, и ссылается на неё в качестве примера «персонажа мужской фантазии» в компьютерных играх.